# Jonathan Hatch Hubbard

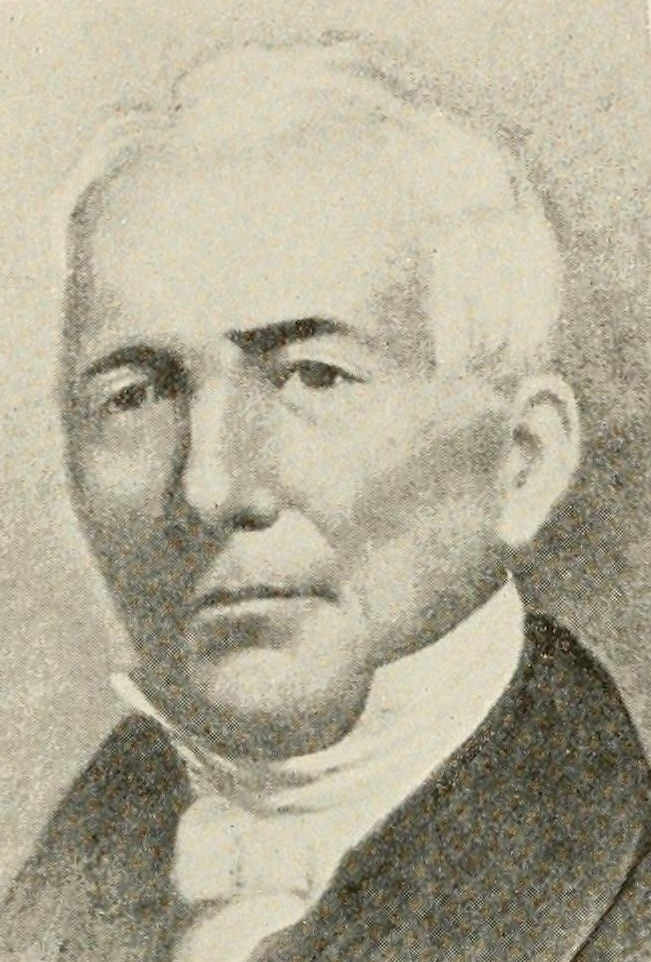
Jonathan Hatch Hubbard

Jonathan Hatch Hubbard (* 7. Mai 1768 in Tolland, Colony of Connecticut; † 20. September 1849 in Windsor, Vermont) war ein US-amerikanischer Jurist und Politiker. Zwischen 1809 und 1811 vertrat er den zweiten Wahlbezirk des Bundesstaates Vermont im US-Repräsentantenhaus.

## Werdegang
Im Alter von elf Jahren zog Jonathan Hubbard mit seinen Eltern nach Claremont in New Hampshire. Dort genoss er eine private Ausbildung und studierte anschließend Jura. Nach seiner im Jahr 1790 erfolgten Zulassung als Rechtsanwalt begann er in Windsor (Vermont) in seinem neuen Beruf zu arbeiten.
Hubbard war Mitglied der Föderalistischen Partei. Bei den Kongresswahlen des Jahres 1808 wurde er im zweiten Distrikt von Vermont in das US-Repräsentantenhaus in Washington, D.C. gewählt, wo er am 4. März 1809 die Nachfolge von James Elliot antrat. Da er bei den Wahlen des Jahres 1810 nicht bestätigt wurde, konnte er bis zum 3. März 1811 nur eine Legislaturperiode im Kongress absolvieren.
Nach seinem Ausscheiden aus dem Kongress war Hubbard zwischen 1813 und 1815 Richter am Vermont Supreme Court. Danach arbeitete er als Rechtsanwalt. Er starb im September 1849 in Windsor.